# Карабаші
Карабаші́ (рос. Карабаши, чув. Карапаш) — присілок у складі Маріїнсько-Посадського району Чувашії, Росія. Адміністративний центр Карабаського сільського поселення.
Населення — 499 осіб (2010; 515 у 2002).
Національний склад:
- чуваші — 99 %